# Braulio Rodríguez Plaza

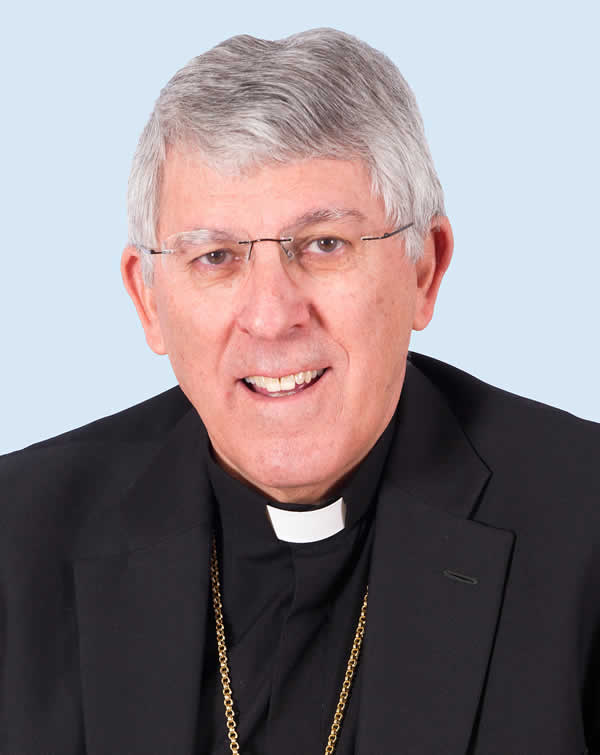
Braulio Rodríguez Plaza

Braulio Rodríguez Plaza, född den 24 januari 1944 i Aldea del Fresno, är den nuvarande ärkebiskopen av Toledo och som sådan Spaniens primas. Han var tidigare ärkebiskop av Valladolid. 
Rodríguez Plaza bedrev sina första studier vid prästseminariet i Madrid. Han prästvigdes den 3 april 1972 och blev kyrkoherde i två landsförsamlingar. Efter tjänstgöring som församlingspräst i Madrid blev han lärare vid seminariet där. 
Den 6 november 1987 utnämndes han till biskop av Osma-Soria, av påven Johannes Paulus II. Han biskopsvigdes den 20 december samma år. Den 12 maj 1995 förflyttades han till Salamancas biskopsstol. Den 28 augusti 2002 befordrades han till metropolitsätet i Valladolid. 
Slutligen utnämndes han alltså till ärkebiskop av Toledo av påven Benedikt XVI den 16 april 2009, vilket var påvens 82-årsdag. Han mottog sitt pallium från Benedikt den 29 juni 2009, Petri och Pauli dag, i Rom. 